# Luzon-Spatelschwanzpapagei
Der Luzon-Spatelschwanzpapagei (Prioniturus luconensis) ist eine Papageienart aus der Gattung der Spatelschwanzpapageien (Prioniturus). Er ist gegenwärtig nur aus Nord- und Zentral-Luzon bekannt, kam jedoch in der Vergangenheit auch auf Marinduque in den nördlichen Philippinen vor.

## Merkmale

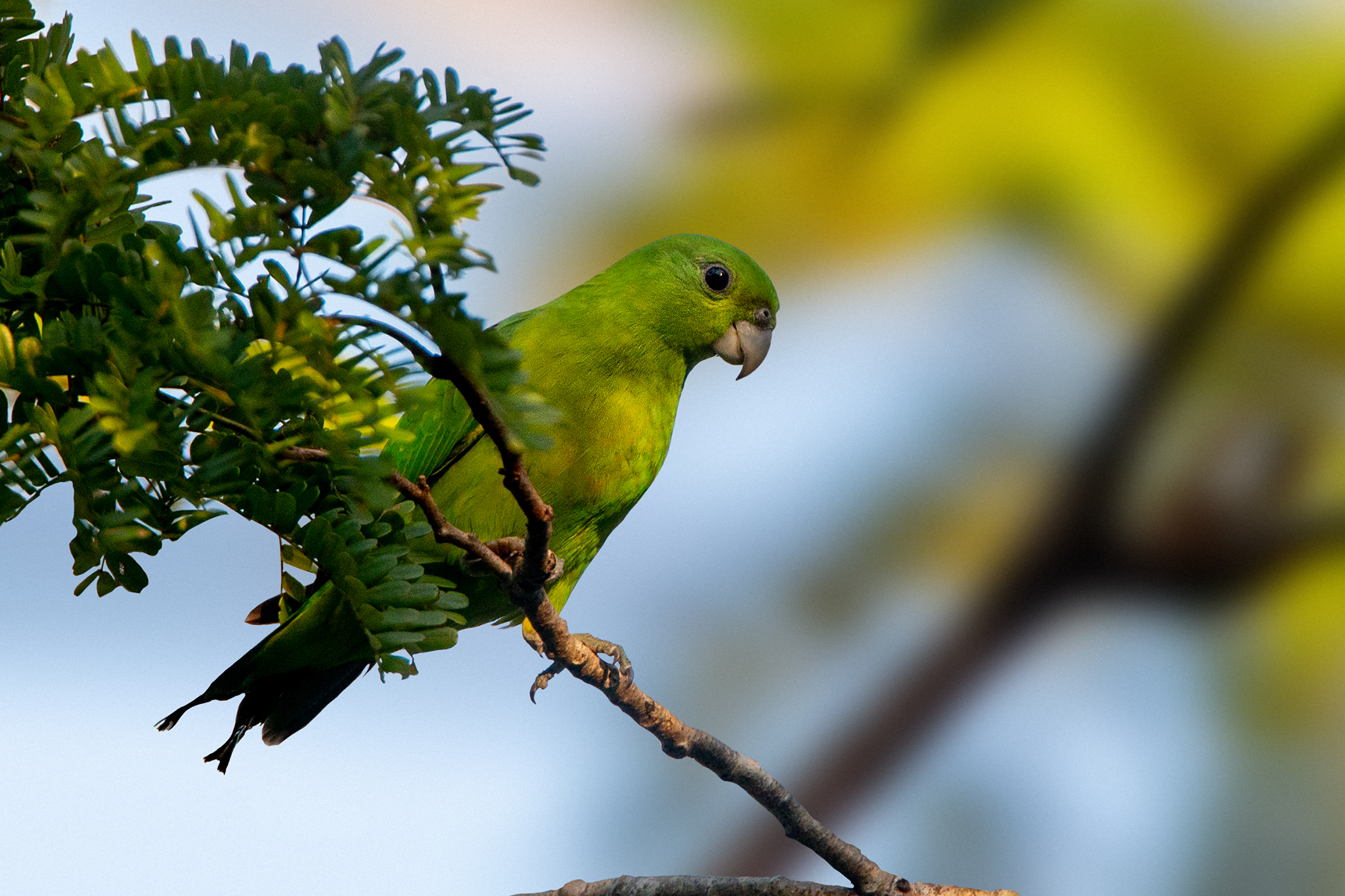
Jungvogel

Der Luzon-Spatelschwanzpapagei erreicht eine Körperlänge von 29 cm. Die Flügellänge beträgt 143 bis 155 mm, die Schwanzlänge einschließlich Spatel 125 bis 155 mm, die Schnabellänge 16 mm und die Tarsenlänge 11 mm. Der Schnabel ist hellblaugrau. Die Füße sind blaugrau. Die Iris ist dunkelbraun.
Beim adulten Männchen ist die allgemeine Gefiederfärbung gelblich grün, heller am Kopf und Mantel, etwas dunkler an den Oberflügeldecken und mehr gelblich an der Unterseite, insbesondere an den Unterschwanzdecken. Die Handschwingen und äußeren Armschwingen sind dunkel grauschwarz. An den Außenfahnen sind sie grün durchsetzt. An den drei äußersten Handschwingen sind die Federn in Richtung der Spitzen der Außenfahnen stumpf blau durchsetzt. An den Innenfahnen der Armschwingen sind weiße Säume. Die Unterflügeldecken sind gelblich grün. Die Unterseiten der Schwanzfedern und Schwungfedern sind gelblich blau. Die Schwanzoberseite ist grün. Der Schwanz hat zwei zentrale Federn, die auf der äußeren Hälfte mit unbefiederten Schäften verlängert sind und in schwärzlichen spatelförmigen Federfahnen enden. Das Weibchen ist weniger gelblich. Es ist etwas dunkler und die unbefiederten Schäfte an den zentralen Schwanzfedern sind kürzer. Die immaturen Vögel haben keine Spatel.

## Lebensraum
Der Luzon-Spatelschwanzpapagei kommt im Kronendach von Primärwäldern sowie an Waldrändern vor. Gelegentlich ist er auch in offenen Kulturlandschaften, im Flachland und in den Vorgebirgen, z. B. in der Sierra Madre auf 300 bis 700 m, anzutreffen. Auf Marinduque wurde er in Höhenlagen über 1000 m beobachtet. In jüngster Zeit wurde er in selektiv abgeholzten und geschädigten Wäldern nachgewiesen, jedoch ist die Überlebenswahrscheinlichkeit in solchen Lebensräumen unklar.

## Lebensweise
Der Luzon-Spatelschwanzpapagei geht paarweise oder in kleinen Gruppen auf Nahrungssuche. Er ist auffällig im Flug, kann aber leicht übersehen werden, wenn er sich lautlos im Blätterdach aufhält und seine grüne Gefiederfärbung mit der Farbe des Laubes verschmilzt. Er ist vor allem am späten Nachmittag aktiv. Der rasche, direkte Flug erfolgt durch schnelle Flügelschläge. Seine Nahrung besteht aus Früchten, insbesondere Bananen sowie Blüten, Beeren, Maisssamen und Reis. Die Nester befinden sich in Höhlen von Baumstämmen oder großen Ästen. Über Jungvögel, die im Mai gesammelt wurden, berichtete der Forscher John Whitehead im Jahr 1899. Weitere Informationen liegen über sein Fortpflanzungsverhalten nicht vor.

## Lautäußerungen
Auf seiner Sitzwarte stößt der Luzon-Spatelschwanzpapagei mehrere scharfe nasale Schreie aus, die am Ende oft metallisch moduliert sind, z. B. rrraaa-wheeoleeoah. Zudem sind kurze, knirschende Kreischlaute und höhere Quietschlaute zu hören.

## Status
2014 wurde der Status des Luzon-Spatelschwanzpapageis in der IUCN Red List von „gefährdet“ (vulnerable) auf „stark gefährdet“ (endangered) geändert. Zudem steht er in Anhang II des Washingtoner Artenschutzübereinkommens. Die Art scheint heute nur noch auf Luzon vorzukommen, da es keine neueren Nachweise von Marinduque gibt, wo dieser Papagei als ausgestorben gilt.
Das Verbreitungsgebiet dieser Art hat sich im 20. Jahrhundert erheblich verkleinert und besteht heute wahrscheinlich nur noch aus zwei Teilpopulationen in der Sierra Madre und in West-Luzon von den Zambales-Bergen bis zur Subic-Bucht, wo er im Subic Watershed Forest Reserve ein Rückzugsgebiet hat. Offenbar wurde die Art in ehemaligen Hochburgen wie dem Quezon-Nationalpark, dem Bataan-Nationalpark und dem Angat-Stausee ausgerottet. Es wird angenommen, dass diese Populationen zusammengenommen nur noch 300 bis 800 geschlechtsreife Individuen umfassen, wobei die größte Teilpopulation wahrscheinlich nicht mehr als 250 geschlechtsreife Individuen umfasst. Die weltweite Population ist wahrscheinlich noch immer rückläufig, was auf den anhaltenden Verlust und die Verschlechterung des Lebensraums sowie auf die Jagd zurückzuführen ist.